# Neukirchen an der Vöckla
Neukirchen an der Vöckla é um município da Áustria localizado no distrito de Vöcklabruck, no estado de Alta Áustria.